# Hada hofmanni
Hada hofmanni là một loài bướm đêm trong họ Noctuidae.